# Assedio di Negroponte (1470)
L'assedio di Negroponte fu una battaglia combattuta tra le forze dell'Impero ottomano, guidate dal Sultano Maometto II in persona, e il presidio militare della colonia veneziana di Negroponte (attuale Calcide), all'epoca capoluogo del possedimento veneziano di Eubea nella Grecia centrale.
L'assedio durò per quasi un mese e, nonostante le grandi perdite ottomane, si concluse con la conquista della città e dell'isola di Eubea da parte degli ottomani.

## Sconfitta della flotta di soccorso
Il comandante generale della flotta inviata da Venezia in soccorso di Negroponte fu il patrizio Nicolò Canal, descritto come "un uomo di lettere piuttosto che un combattente, un uomo istruito che legge i libri piuttosto che dirigere gli affari del mare". La sua flotta era composta da 53 galee e 18 navi più piccole, un quinto delle dimensioni della flotta ottomana.
Arrivò dopo tre settimane di navigazione nel luogo dell'assedio, perse il coraggio e si ritirò a Samotracia, chiedendo più aiuto, ma arrivarono solo le indulgenze papali. Canal avrebbe potuto spezzare l'assedio se avesse attaccato il ponte di barche da cui dipendevano i turchi. Il vento e la marea erano a suo favore e i veneziani navigavano a una velocità di 15 nodi (28 km/h) verso di esso, ma ha perso il coraggio e si è ritirato. Riportò la sua flotta ormai ammutinata a Venezia e Negroponte si arrese il giorno successivo.
Nel frattempo Paolo Erizzo rifiutò con sdegno la resa ed affrontò il nemico.
"Una flotta di 300 vele sbarcò per assediare l'antica Calcide 70 000 combattenti, mentre il sultano formato un ponte di barche con altri 70 000 sulle sponde del canale incalzava l'assedio.

## Conseguenze
Poiché la città si era rifiutata di arrendersi ed era stata presa "con la spada", come era consuetudine, alle truppe ottomane conquistatrici furono concessi tre giorni per saccheggiare, depredare e razziare la città. Gli uomini cristiani furono massacrati, mentre donne e bambini furono ridotti in schiavitù e i soldati italiani furono giustiziati. Più di 6000 italiani e greci morirono in difesa di Negroponte. È documentato che solo 30 sopravvissuti riuscirono a tornare a Venezia, ovvero 15 donne, 12 bambini e 3 uomini.
Ci sono varie leggende secondo le quali il comandante della guarnigione, il bailo Paolo Erizzo, fu squartato a metà. Il prigioniero dell'assedio Giovanni Maria Angiolello afferma che Paolo Erizzo morì nel primo attacco: "Paolo Erizzo, bailo della città, che fu ucciso nel primo assalto, cioè a difesa dei bourkos".
Giovanni Bellomo invece afferma che "Paolo Erizzo vivo fosse segato per mezzo e strangolata la di lui figlia.
Canal fu processato, multato, privato del suo rango ed esiliato a Portogruaro.
Per evitare le razzie, molti luoghi, come Atene, scelsero la capitolazione piuttosto che la resistenza.